# جورج روجرز (سياسي أمريكي)
جورج روجرز (بالإنجليزية: George Rogers)‏ هو سياسي أمريكي، ولد في 2 أغسطس 1933. حزبياً، نشط في الحزب الديمقراطي. وقد انتخب عضو مجلس نواب ماساتشوستس.